# Illescas (Spanyolország)
Illescas egy község Kasztília-La Mancha autonóm közösségben. 12 000 feletti népességével Toledo tartomány harmadik legnagyobb városa Talavera de la Reina és a tartomány székhelye után. Már a keltibér kor óta lakott; itt található El Greco sorozata a La Caridad, San Ildefonso, La Coronación de la Virgen, La Natividad és La Anunciación festmények is.

## Helye
Madridhoz közel Toledo felé helyezkedik el. Keletre a Sevilla-Algeciras irányába tartó E-5 van, nyugatra a Talavera de la Reina, Mérida, Badajoz, Lisszabon felé vezető E-90-es út jól megközelíthető. Édesvize a Viñuela-patak (Arroyo de la Viñuela).
Északra Fuenlabradán és Leganésen illetve Móstolesen és Alcorcónon és tovább Madrid Latina és Carabanchel kerületén keresztül lehet a spanyol fővárosba jutni.

## Történet
A leletek szerint Illescas környéke már a történelem előtt is lakott volt. A hagyomány úgy tartja, hogy az időszámítás előtti 2621. évben alapították, ez persze csak legenda, de annyit biztosan tudunk, hogy az ókorban Ilarcuris néven volt lakott Ptolemaiosz szerint.
A kiásott romok alapján az i. e. 5.-2. század között keltibér település volt itt a római, majd arab hódítás előtt.
A 20. század közepén még nagyfalu-kisváros szintű település a 60-as években kezdett mostani méretére fejlődni főleg a szolgáltatóiparával.

## Népesség
A település népessége az utóbbi években az alábbiak szerint változott:
| Lakosok száma | 10 940 | 13 692 | 17 312 | 21 264 | 24 581 | 25 721 | 27 332 | 28 894 | 30 553 | 32 159 |
|               | 2001   | 2004   | 2007   | 2009   | 2012   | 2014   | 2017   | 2019   | 2022   | 2024   |

## Látnivalók

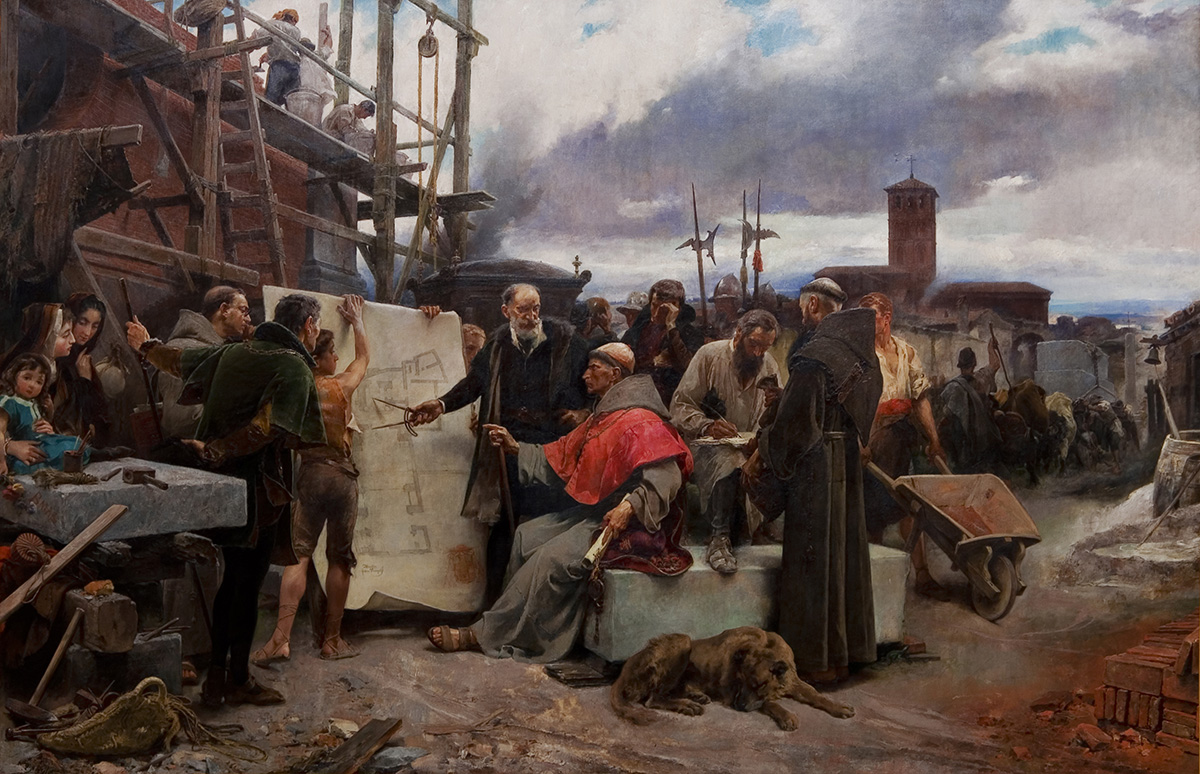
Cisneros kardinális megtekinti a szeretetkórház nagykápoljának építését. Festő: Alejandro Ferrant (1892).

SzeretetkórházA 16.-17. században épült.
Yacimiento el Cerrónkeltibér település.